# Vera Nikolić
Vera Ćasić-Nikolić (Servisch: Вера Ћасић-Николић) (Grabovica, 23 september 1948 – Belgrado, 28 juni 2021) was een Servische atlete uit voormalig Joegoslavië, die zich had toegelegd op de 800 m. Zij nam tweemaal deel aan de Olympische Spelen en was van 1968 tot in 1971 houdster van het wereldrecord op haar favoriete afstand.

## Loopbaan

### Eerste jeugdsuccessen
Nikolić boekte haar eerste successen in 1964, het jaar waarin zij zestien werd. Ze veroverde dat jaar haar eerste nationale jeugdtitel en werd jeugdkampioene van de Balkan bij het veldlopen. Bovendien vestigde zij nationale jeugdrecords op de 400 en de 800 m.

### Jongste Europese kampioene ooit
Twee jaar later veroverde Nikolić goud op de 800 m op de Europese kampioenschappen in Boedapest. Ze was toen 17 jaar en 346 dagen oud en de jongste Europese kampioene ooit. Dat jaar werd zij verkozen tot Joegoslavisch atlete van het jaar. In 1967 liep ze in een tijd van 1.25,2 een wereldrecord voor junioren op de zelden gelopen afstand van 600 m.

### Wereldrecord, maar geen olympisch goud
In 1968 liep Nikolić bij een wedstrijd in het Londense Crystal Palace een wereldrecord op de 800 m van 2.00,05. Dit, evenals haar twee jaar eerder behaalde Europese titel maakten, dat zij als favoriete voor goud naar de Olympische Spelen van 1968 naar Mexico afreisde. Die hoge verwachtingen kon zij echter niet waarmaken en na het winnen van haar serie in 2.05,7 moest zij in de halve finale de strijd voortijdig staken.
Het duurde lang voordat ze die tegenslag had verwerkt. Ze besloot van omgeving te veranderen en verhuisde samen met haar coach Leo Lang naar Zagreb, waar zij voortaan uitkwam voor ‘AK Dinamo’. Van de intensieve intervaltraining onder coach Aleksandar Petrović verlegde zij onder Leo Lang het accent naar de duurtraining, teneinde haar uithoudingsvermogen te verbeteren.

### Opnieuw Europees kampioene
In 1969 was Nikolić daarmee nog niet zover gevorderd dat het zich al vertaalde in nieuwe successen. Op de EK in Athene moest zij nog genoegen nemen met een bronzen plak achter de Britse Lillian Board (goud in 2.01,50] en de Deense Annelise Damm-Olesen (zilver in 2.02,6). Twee jaar later, op de EK van 1971 in Helsinki, veroverde zij echter voor de tweede maal de Europese titel. Haar winnende tijd van 2.00,00 zou een verbetering van haar eigen wereldrecord zijn geweest, als dat niet net een maand eerder door de Duitse Hildegard Falck was teruggebracht tot 1.58,5.

### OS 1972
Een jaar later, op de Olympische Spelen van München in 1972, nam Nikolić deel aan de 800 en de 1500 m. Op de 800 m werd ze in de finale vijfde.

### Verdere levensloop
In de jaren die volgden verzamelde Nikolić nog een viertal nationale titels, waarna zij in 1974 een punt zette achter haar loopbaan als actief atlete. Ze bleef echter als trainer voor de middellange afstand actief in Zagreb.
In 1976 trad zij in het huwelijk met een medewerker van het Kroatische Ministerie van Binnenlandse Zaken en kreeg drie kinderen, een dochter en twee zoons. Vlak voor het uitbreken van de Joegoslavische Burgeroorlog in 1991 raakte Nikolić met haar Servische achtergrond verstrikt tussen de verschillende nationalistische fronten. Zowel zij als haar echtgenoot verloren hun baan. Haar man werd zelfs op zijn werk gearresteerd. Nikolić verliet met haar kinderen Zagreb en verbleef met hen enige tijd bij haar ouders in Ćuprija, Servië. Nadat in december 1991 haar man via een uitwisselingsprogramma werd vrijgelaten en eveneens Zagreb kon verlaten, vestigde het gezin zich in het Servische Kruševac, waar Nikolić haar loopbaan als atletiekcoach vervolgde tot haar pensioen in 2007.
Ze kreeg zes kleinkinderen, die door haar vaak haar grootste succes en record werden genoemd.
Nikolić overleed op 72-jarige leeftijd in een ziekenhuis in Belgrado aan de gevolgen van een beroerte.

## Titels
- Europees kampioene 800 m - 1966, 1971
- Joegoslavisch kampioene 400 m - 1966, 1969
- Joegoslavisch kampioene 800 m - 1966, 1969, 1970, 1971, 1972, 1973
- Joegoslavisch kampioene 1500 m - 1971, 1973, 1974
- Joegoslavisch kampioene veldlopen - 1967, 1973

## Persoonlijke records
| Onderdeel | Prestatie | Datum            | Plaats    |
| --------- | --------- | ---------------- | --------- |
| 400 m     | 54,5 s    | 29 juni 1967     | Helsinki  |
| 600 m     | 1.25,2    | 1 juni 1967      | Belgrado  |
| 800 m     | 1.59,62   | 31 augustus 1972 | München   |
| 1500 m    | 4.12,7    | 6 juli 1972      | Stockholm |

## Palmares

### 400 m
- 1966:  Joegoslavische kamp. - 55,5 s
- 1969:  Joegoslavische kamp. - 55,2 s

### 800 m
- 1966:  Joegoslavische kamp. - 2.13,7
- 1966:  EK te Boedapest - 2.02,8
- 1968: DNF in ½ fin. OS (in serie 2.05,7)
- 1969:  Joegoslavische kamp. - 2.04,2
- 1969:  EK te Athene - 2.02,6
- 1970:  Joegoslavische kamp. - 2.05,4
- 1971:  Joegoslavische kamp. - 2.02,2
- 1971:  EK te Helsinki - 2.00,00
- 1972:  Joegoslavische kamp. - 2.07,2
- 1972: 5e OS - 1.59,98
- 1973:  Joegoslavische kamp. - 2.03,4

### 1500
- 1971:  Joegoslavische kamp. - 4.20,2
- 1972: 9e in serie OS - 4.23,36
- 1973:  Joegoslavische kamp. - 2.20,4
- 1974:  Joegoslavische kamp. - 2.27,0

### veldlopen
- 1967:  Joegoslavische kamp. - 7.07
- 1973:  Joegoslavische kamp. - 6.41

## Onderscheidingen
- 1966: Joegoslavisch atlete van het jaar

- World Athletics: 14358369